# دقاش
دقاش (به عربی: دقاش) یک منطقهٔ مسکونی در تونس است که در استان توزر واقع شده‌است. دقاش ۱۴٬۳۳۲ نفر جمعیت دارد.